# Willow Hill (Illinois)
Willow Hill – wieś w Stanach Zjednoczonych, w stanie Illinois, w hrabstwie Jasper.